# Allium hypsistum
Allium hypsistum är en amaryllisväxtart som beskrevs av William Thomas Stearn. Allium hypsistum ingår i släktet lökar, och familjen amaryllisväxter. Inga underarter finns listade i Catalogue of Life.